# Marc Ostarcevic
Marko Ostarčević (Zadar, 30 de octubre de 1941), también conocido como Marc Ostarcevic, es un exjugador y entrenador de baloncesto franco-croata.

## Trayectoria
Ostarcevic comenzó su carrera como jugador en el equipo de su ciudad natal, el KK Zadar. En 1959, se incorporó al primer equipo. En 1961, Ostarcevic firmó con el Estrella Roja de Belgrado, durante dos temporadas. Tras su salida de Belgrado, regresa a Zadar. Ostarčević formó parte de la plantilla del Zadar de 1965, dirigida por Josip Đerđa y Krešimir Ćosić, que ganó el título de la Liga Yugoslava.
El 2 de junio de 1964, Ostarcevic formó parte del equipo de la República de Croacia en una derrota por 110-65 ante el equipo de las estrellas de la NBA en Karlovac. Entrenados por Red Auerbach, los jugadores de Estados Unidos fueron Bob Cousy, Tom Heinsohn, K. C. Jones, Jerry Lucas, Bob Pettit, Oscar Robertson y Bill Russell, mientras que los miembros del equipo croata eran Gjergja, Nemanja Đurić, Dragan Kovačić, Mirko Novosel y Petar Skansi, entre otros.
Ostarcevic se fue a Francia en 1966, donde jugó en el Paris Basket Racing. En la temporada 1977-78 ejerció de entrenador-jugador de este club. Se retiró como jugador a los 42 años, con el Racing en 1983. En 1972, anotó 72 puntos en una victoria por 126-99 contra el Graffenstaden.

## Palmarés
- Liga Yugoslava: 1 (1965, KK Zadar)
- Segunda División de Francia: 1 (1977, Paris Basket Racing)